# Parageron grata
Parageron grata är en tvåvingeart som först beskrevs av Friedrich Hermann Loew 1856.  Parageron grata ingår i släktet Parageron och familjen svävflugor. Inga underarter finns listade i Catalogue of Life.